# Salts al Campionat del Món de natació de 2013 – 10 metres plataforma sincronitzat femení
La prova de 10 metres plataforma sincronitzat es va disputar el 22 de juliol de 2013 a la Piscina Municipal de Montjuïc de Barcelona. La preliminar es va celebrar al matí, i la final a la tarda.

## Resultats
Verd: Classificats per la final
| Posició | saltadores                            | país            | Preliminar | Preliminar | Final  | Final   |
| Posició | saltadores                            | país            | Punts      | Posició    | Punts  | Posició |
| ------- | ------------------------------------- | --------------- | ---------- | ---------- | ------ | ------- |
| 1       | Liu Huixia Chen Ruolin                | R.P. de la Xina | 340.92     | 1          | 356.28 | 1       |
| 2       | Meaghan Benfeito Roseline Filion      | Canadà          | 308.40     | 4          | 331.41 | 2       |
| 3       | Pandelela Rinong Leong Mun Yee        | Malàisia        | 310.98     | 3          | 331.14 | 3       |
| 4       | Lara Tarvit Emily Boyd                | Austràlia       | 295.92     | 7          | 309.78 | 4       |
| 5       | Tonia Couch Sarah Barrow              | Regne Unit      | 306.54     | 6          | 309.72 | 5       |
| 6       | Paola Espinosa Alejandra Orozco       | Mèxic           | 314.25     | 2          | 306.39 | 6       |
| 7       | Cheyenne Cousineau Samantha Bromberg  | Estats Units    | 285.15     | 9          | 301.74 | 7       |
| 8       | Yulia Timoshinina Ekaterina Petukhova | Rússia          | 308.04     | 5          | 298.32 | 8       |
| 9       | Kim Jin-Ok Choe Un-Gyong              | Corea del Nord  | 285.30     | 8          | 276.54 | 9       |
| 10      | Villő Kormos Zsófia Reisinger         | Hongria         | 256.26     | 12         | 261.24 | 10      |
| 11      | Cho Eun-Bi Kim Su-Ji                  | Corea del Sud   | 266.82     | 11         | 259.80 | 11      |
| 12      | Maria Kurjo Julia Stolle              | Alemanya        | 270.72     | 10         | 253.08 | 12      |
| 13      | Dew Setyaningsih Linadini Yasmin      | Indonèsia       | 203.67     | 13         | 1      | 13      |